# Йозеф фон Вертгеймер
Йо́сиф Рі́ттер фон Вертгеймер (нім. Josef Ritter von Wertheimer; 17 березня 1800, Аугсбург, Баварія або Відень, Габсбурзька монархія — 16 березня 1887, Відень, Австро-Угорщина) — австрійський письменник, публіцист, видавець, філантроп і громадський діяч; лицар ордена Франца Йосифа.

## Життєпис
Йосиф Вертгеймер народився 17 березня 1800 року у Відні; походив з відомої єврейської родини. У п'ятнадцять років він вступив у контору барона Штифта, а вільний час присвячував науці, причому цікавився найбільше питаннями педагогіки.
1824 року Вертгеймер вирушив у Лондон, де вивчав постановку справи при обладнанні дитячих садків; у 1826 і 1828 роках він здійснив подорож Європою для порівняльного вивчення виховних установ і видав переклад з англійської Ueber frühe geistige Erziehung u. englische Kleinkinderschulen (Відень, 1826, 2-e вид. 1828). Тоді ж він звернувся до австрійського уряду з листом, у якому відстоював необхідність заснування спеціальних дитячих садків і притулків.

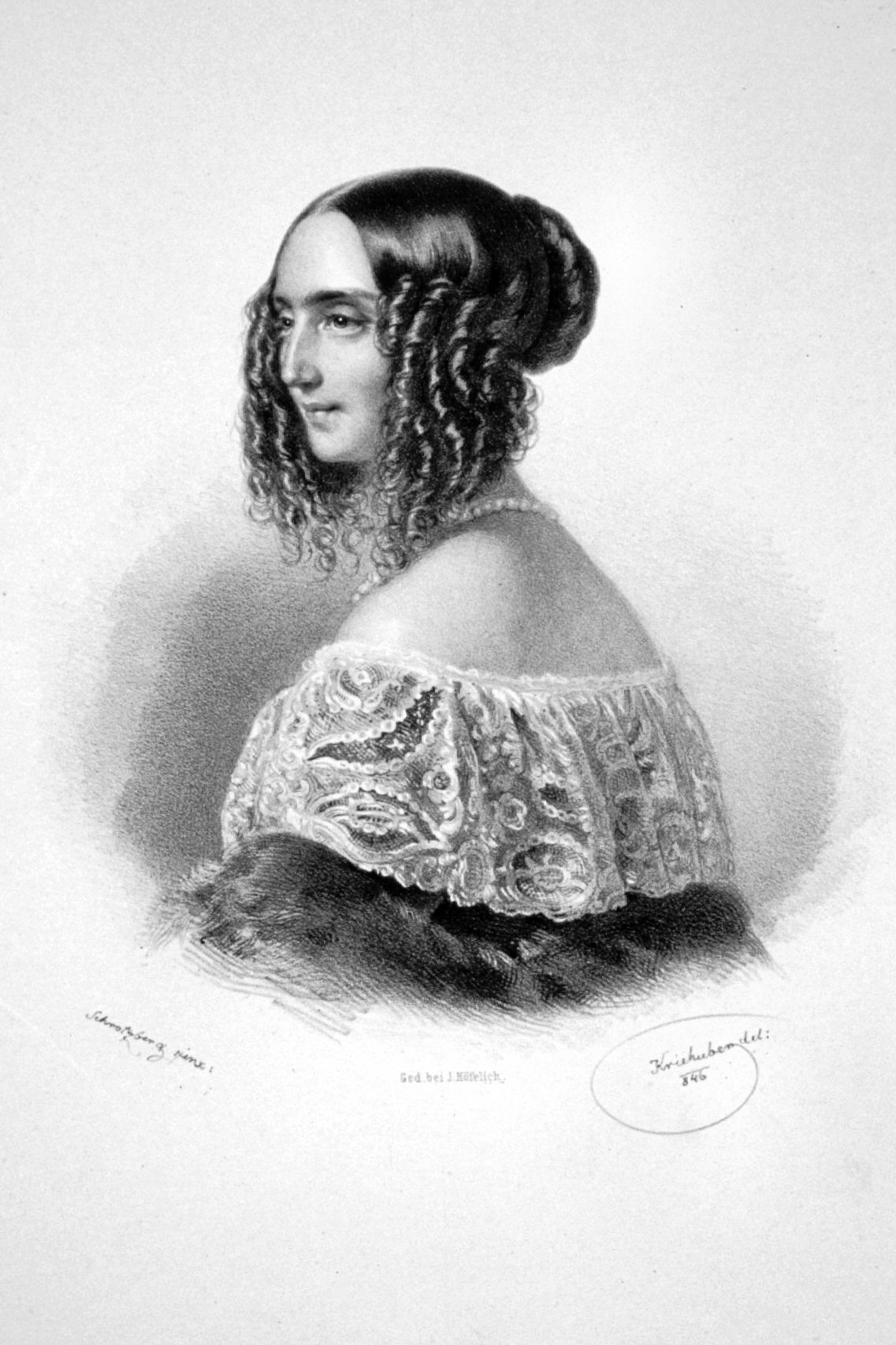
Генрієтта фон Вертгеймер, дружина
(малюнок Йозефа Кригубера)

1830 року Йосиф Вертгеймер, у співпраці з католицьким священником Йоганном Лінднером, відкрив перший дитячий садок у Відні. Успіх цієї установи був дуже великим, і незабаром у декількох інших містах Австрії виникли подібні дитсадки за його участю. Незабаром він заснував і Allgemeine Rettungsanstalt у Відні, що мало на меті виправлення малолітніх злочинців. Ще раніше він став брати участь у єврейських общинних справах Відня, виступаючи на захист усіх пропозицій, спрямованих на поліпшення виховання єврейського юнацтва; згодом фон Вертгеймера обрали головою Віденської громади.
1840 року з ініціативи Вертгеймера засновано Verein zur Förderung der Handwerke unter den Israeliten; під час емансипації євреїв цей ферейн, який прагнув до поширення серед євреїв ремісничої праці, став одним з найсильніших аргументів у руках захисників євреїв.
1843 року Йосиф Ріттер Вертгеймер заснував у Віденському кварталі Leopoldstadt дитячий притулок, до якого 1868 році приєднано й дитячий садок.
1860 року Вертгеймер заснував Verein zur Versorgung hilfsbedürftiger Waisen der israelitischen Cultusgemeinde, який заснував низку жіночих і чоловічих притулків. З виникненням у Відні єврейського союзу його обрано головою центрального комітету. За надані місту послуги імператор Франц-Йосиф надав Вертгеймеру дворянство, а муніципальна рада обрала його почесним громадянином Відня. У другому єврейському Синоді, що зібрався в Аугсбурзі 11—17 липня 1876 року фон Вертгеймер взяв діяльну участь.

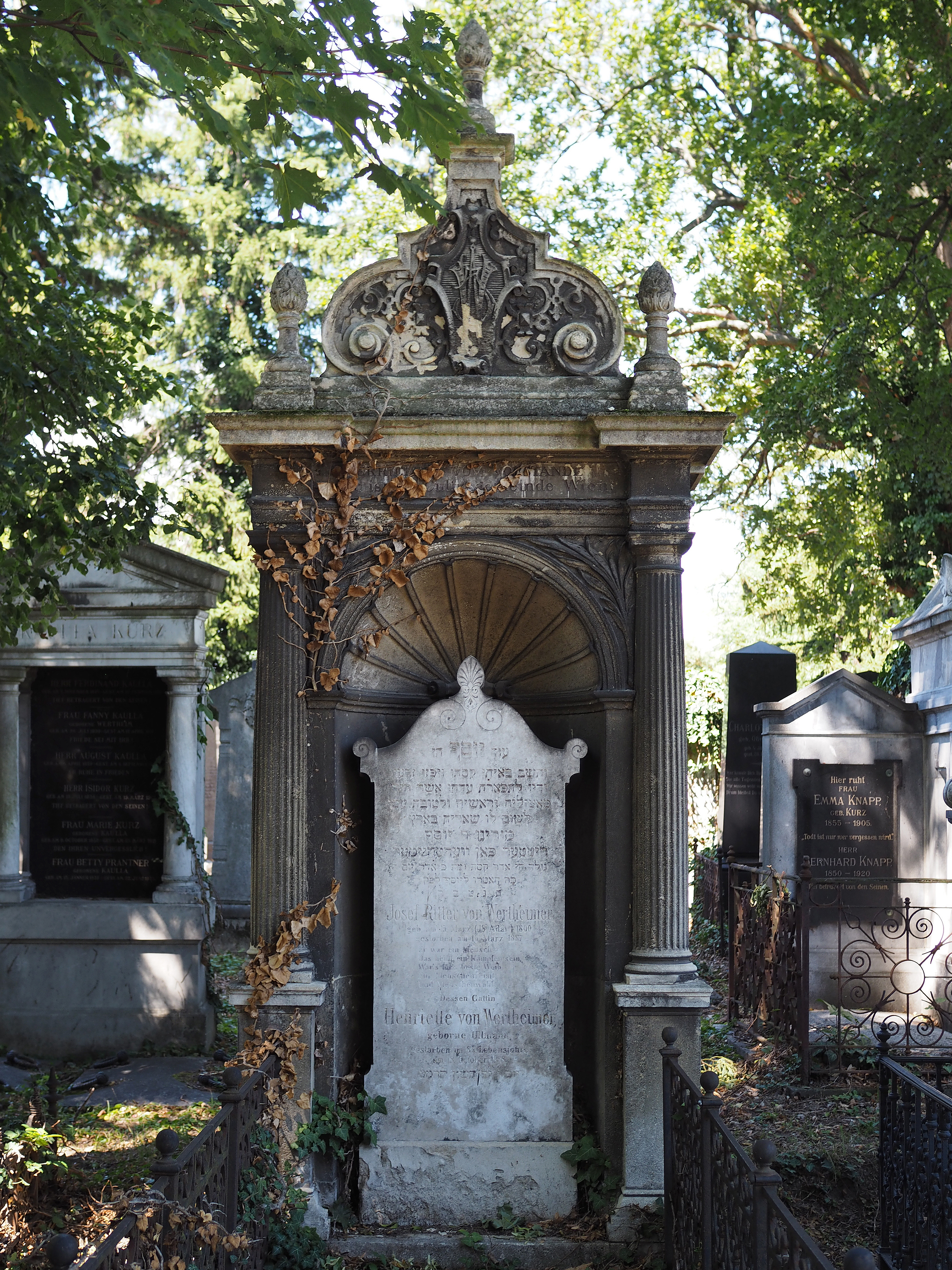
Могила Йозефа фон Вертгеймера

Як людина, яка має значний вплив у придворних колах, Йосиф Ріттер фон Вертгеймер неодноразово виступав як приватно, так і публічно за рівність євреїв у громадянських правах. Його перша книга Die Juden in Oesterreich vom Standpunkte der Geschichte, des Rechtes und des Staatsvorteils (1842) не могла бути, зважаючи на різкість тону, надрукована у Відні та вийшла анонімно в Лейпцигу. Інші його твори, що стосувалися євреїв, з'явилися вже в Австрії та за підписом автора, хоча за тоном вони не відрізняються суттєво від першої книги.
Серед його творів найвідоміші такі: Die Stellung der Juden in Oesterreich, 1853; Die Regelung der staasbürgerlichen Stellung der Juden in Oesterreich, 1859; Jahrbuch für Israeliten, 11 томів, 1854—1864; Die Emancipation unserer Glaubensgenossen", 1882; Jüdische Lehre im jüdischen Leben, 1883. Крім того, перу фон Вертгеймера належить низка невеликих робіт з педагогіки та посібників для матерів і виховательок.
Від 1848 року до кінця життя фон Вертгеймер видавав журнал Wiener Geschäftsbericht, де помістив багато статей з історії, політичної економії та соціально-політичних питань.
Йосиф фон Вертгеймер помер 16 березня 1887 року в рідному місті і похований на Центральному кладовищі Відня.

Заслуги перед вітчизною відзначено Імператорським австрійським орденом Франца Йосифа.